# Kanton Digne-les-Bains-Est
Der Kanton Digne-les-Bains-Est war von 1973 bis 2015 ein französischer Wahlkreis im Arrondissement Digne-les-Bains, im Département Alpes-de-Haute-Provence und in der Region Provence-Alpes-Côte d’Azur. Er umfasste vier Gemeinden, Hauptort (frz.: chef-lieu) war Digne-les-Bains. Die landesweiten Änderungen in der Zusammensetzung der Kantone brachten im März 2015 seine Auflösung. Sein letzter Vertreter im conseil général des Départements war von 2001 bis 2015 René Massette.

## Gemeinden
| Gemeinde              | Einwohner (Stand: 2022) | Code postal | Code Insee |
| --------------------- | ----------------------- | ----------- | ---------- |
| Digne-les-Bains       | 8.843*                  | 04000       | 04070      |
| Entrages              | 100                     | 04000       | 04074      |
| Marcoux               | 460                     | 04420       | 04113      |
| La Robine-sur-Galabre | 292                     | 04000       | 04167      |

(*) Teilbereich. Die Einwohnerzahl betrifft den zum Kanton gehörenden Teil der Gemeinde.